# Семидубська сільська рада (Дубенський район)
Семиду́бська сільська́ ра́да — колишній орган місцевого самоврядування в Дубенському районі Рівненської області. Адміністративний центр — село Семидуби.

## Загальні відомості
- Семидубська сільська рада утворена в 1940 році.
- Територія ради: 77,42 км²
- Населення ради: 2 254 особи (станом на 2001 рік)

## Населені пункти
Сільській раді підпорядковані населені пункти:
- с. Семидуби
- с. Грядки
- с. Довге Поле
- с. Залужжя
- с. Іваниничі
- с. Тростянець

## Склад ради
Рада складається з 16 депутатів та голови.
- Голова ради: Ковальчук Микола Матвійович

### Керівний склад попередніх скликань
| Прізвище, ім'я, по батькові | Основні відомості                                                             | Дата обрання | Дата звільнення |
| --------------------------- | ----------------------------------------------------------------------------- | ------------ | --------------- |
| Віннічук Василь Іванович    | Сільський голова, 1960 року народження, член Української Народної Партії      | 26.03.2006   | 31.10.2010      |
| Ковальчук Микола Матвійович | Сільський голова, 1965 року народження, освіта незакінчена вища, безпартійний | 31.10.2010   |                 |

Примітка: таблиця складена за даними сайту Верховної Ради України